# Intercontinental GT Challenge
L'Intercontinental GT Challenge è un campionato automobilistico organizzato dalla Stéphane Ratel Organisation e omologato dalla FIA. Riservato a vetture gran turismo con specifiche GT3, è considerata la competizione più importante per questo tipo di automobili. È l'unico campionato riservato a vetture GT3 con gare disputate in vari continenti.

## Storia
Il campionato è stato fondato nel 2016 dalla Stéphane Ratel Organisation, già organizzatore di Blancpain GT Series Sprint Cup e Blancpain GT Series Endurance Cup, due delle competizioni più importanti per vetture GT3. Prima della nascita di questo campionato esistevano varie competizioni continentali riservate a vetture GT3 (Blancpain GT Series Sprint Cup, Blancpain GT Series Endurance Cup e International GT Open in Europa, Pirelli World Challenge in Nordamerica e GT Asia Series in Asia), ma nessuna di queste era disputata a livello mondiale. Rispetto agli altri campionati GT3, ai quali partecipano scuderie private (alcune delle quali con il supporto tecnico di un costruttore), l'Intercontinental GT Challenge presenta un formato molto particolare: sono infatti i costruttori ad iscriversi al campionato e in seguito ingaggiano delle scuderie private per partecipare alle varie gare.
Nel 2016, prima stagione del campionato, hanno annunciato la loro iscrizione Audi, Bentley, McLaren e Mercedes-Benz. Il calendario è stato composto da tre gare: una in Europa, una in Asia e una in Oceania. Il titolo inaugurale è stato vinto da Laurens Vanthoor su Audi, che si è anche aggiudicata il titolo costruttori. L'enorme successo riscosso nel corso dell prima stagione ha attirato diversi nuovi costruttori nel 2017. La nuova stagione ha infatti visto il debutto di Acura, Aston Martin, BMW, Ferrari, Jaguar, Lamborghini, Nissan e Porsche. È stata inoltre creata una nuova classe riservata a vetture con specifiche GT4. Il secondo titolo è stato nuovamente vinto dall'Audi, mentre Markus Winkelhock si è aggiudicato il titolo piloti. Nel 2018 si sono iscritti al campionato Audi, Bentley, McLaren, Mercedes-Benz e Porsche. Tristan Vautier, pilota Mercedes, si è aggiudicato il titolo piloti, mentre l'Audi si è aggiudicata il titolo costruttori.

## Albo d'oro
| Anno | Titolo piloti                                          | Titolo piloti Am/Bronzo                  | Titolo costruttori GT3 | Titolo costruttori GT4 |
| ---- | ------------------------------------------------------ | ---------------------------------------- | ---------------------- | ---------------------- |
| 2016 | Laurens Vanthoor (Audi)                                | Thierry Cornac Steve McLaughlan          | Audi                   | Non assegnato          |
| 2017 | Markus Winkelhock (Audi)                               | Non assegnato                            | Audi                   | Porsche                |
| 2018 | Tristan Vautier (Mercedes)                             | Kenny Habul                              | Audi                   | Non assegnato          |
| 2019 | Dennis Olsen (Porsche)                                 | Kenny Habul                              | Audi                   | Non assegnato          |
| 2020 | Nicky Catsburg (BMW) Augusto Farfus (BMW)              | Non assegnato                            | Audi                   | Non assegnato          |
| 2021 | Côme Ledogar (Ferrari) Alessandro Pier Guidi (Ferrari) | Mikael Grenier Kenny Habul Martin Konrad | Audi                   | Non assegnato          |
| 2022 | Daniel Juncadella (Mercedes)                           | Kenny Habul Martin Konrad                | Mercedes-Benz          | Non assegnato          |
| 2023 | Jules Gounon (Mercedes)                                | Jonathan Hui                             | Mercedes-Benz          | Non assegnato          |